# Pascal Behrenbruch

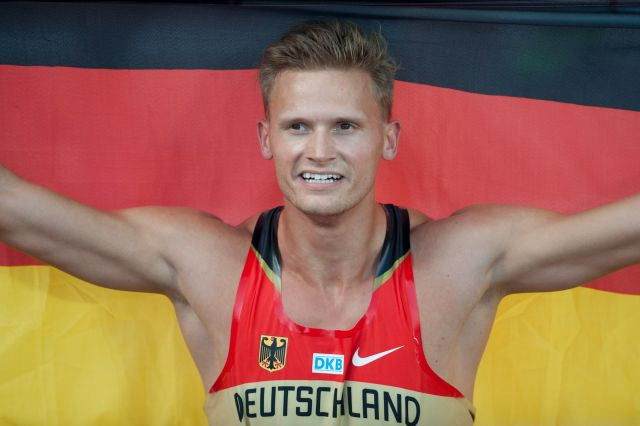
Behrenbruch feiert seinen Europameistertitel 2012

Pascal Behrenbruch (* 19. Januar 1985 in Offenbach am Main) ist ein ehemaliger deutscher Zehnkämpfer. Sein größter Erfolg ist der Gewinn der Europameisterschaft 2012.

## Sportliche Laufbahn
Pascal Behrenbruch kam schon mit sechs Jahren zur Leichtathletik. Mit 15 Jahren wurde er Deutscher Meister im Achtkampf, außerdem Hessischer Meister im Achtkampf, Hochsprung, Kugelstoßen, Diskuswurf und Speerwurf.
2002 gewann Behrenbruch in der B-Jugend die Deutsche Meisterschaft im Speerwurf und im Zehnkampf. Vier Jahre lang hielt er den deutschen Rekord in der B-Jugend (männlich unter 18 Jahren), der am 2. September 2006 von Jan Felix Knobel verbessert wurde. In der A-Jugend wurde er 2003 Deutscher Meister im Zehnkampf, ein Jahr später Vizemeister im Speerwurf und Hessischer Meister im Kugelstoßen, Diskus- und Speerwurf.
Für die Europameisterschaften 2006 in Göteborg wurde Behrenbruch nur nominiert, weil der Hallenweltmeister und Weltmeisterschaftsvierte von Helsinki, André Niklaus, wegen einer Fußverletzung absagen musste. Er wurde bei diesem Wettkampf mit 8209 Punkten als bester Deutscher Fünfter und steigerte seine persönliche Bestleistung um zehn Punkte. 2007 belegte er bei den U23-Europameisterschaften in Debrecen den zweiten Platz, dabei verbesserte er seine Bestleistung auf 8239 Punkte.

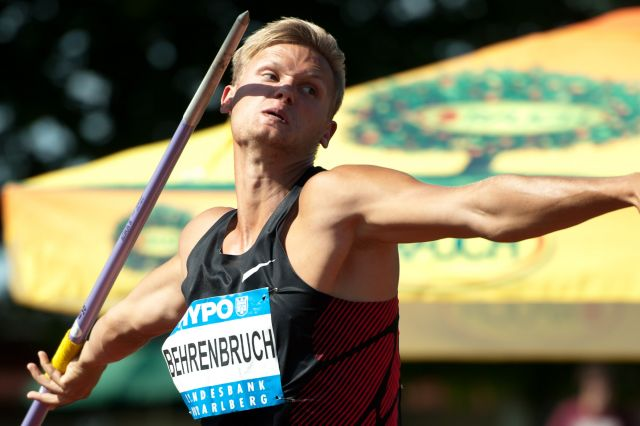
Pascal Behrenbruch in Götzis 2011

Nach einer knapp verpassten Olympiaqualifikation 2008 stellte Behrenbruch beim Mehrkampfmeeting im österreichischen Götzis am 31. Mai 2009 mit 8374 Punkten einen neuen persönlichen Rekord auf und erreichte damit den dritten Platz. Bei den Weltmeisterschaften 2009 in Berlin belegte er den sechsten Rang und konnte seine eigene Bestmarke um 65 Zähler auf 8439 Punkte verbessern.
2010 übertraf er zu Beginn der Saison in Götzis knapp die Norm für die Europameisterschaften in Barcelona. Nach einer Verletzung musste er jedoch einen Leistungsnachweis erbringen, den der Deutsche Leichtathletik-Verband nach den nationalen Meisterschaften als nicht bestanden ansah. Behrenbruch ging gegen diese Entscheidung juristisch vor, blieb jedoch erfolglos. In Talence gelang ihm mit einer deutschen Jahresbestleistung von 8202 Punkten und einem zweiten Platz ein versöhnlicher Saisonabschluss.
Bei den Weltmeisterschaften 2011 wurde Behrenbruch Siebter. Sein bisher größter Erfolg gelang ihm im darauffolgenden Jahr bei den Europameisterschaften 2012, als er mit der neuen persönlichen Bestleistung von 8558 Punkten den Titel gewann. Es war das erste Gold im EM-Zehnkampf der Herren für einen deutschen Athleten seit 1971. Bei den Olympischen Spielen in London im selben Jahr wurde er Zehnter.
Mit 8514 Punkten qualifizierte sich Behrenbruch 2013 für die Weltmeisterschaften in Moskau, bei der er mit 8316 Punkten enttäuschter Elfter wurde.
In den Folgejahren kam er nicht mehr an diese Leistungen heran. Vor der Qualifikation für die Olympischen Spiele in Rio de Janeiro zog er sich einen Muskelfaserriss am Oberschenkel zu.
Behrenbruch startete für den LG Eintracht Frankfurt. Er wurde von Jürgen Sammert trainiert. Sein Wettkampfgewicht betrug 96 kg bei einer Körpergröße von 1,96 m.
Im Juni 2006 beendete er seine Ausbildung als IT-Kaufmann. Er arbeitet als Sportberater für Führungskräfte bei der Flughafengesellschaft Fraport am Flughafen Frankfurt Main. Im Jahr 2016 wurde Behrenbruch Vater.
Pascal Behrenbruch sprach im August 2018 im Rahmen der sechsten Staffel der Reality-Show Promi Big Brother vom Ende seiner Sportlerkarriere und bezeichnete sich im Verlauf der Sendung mehrmals als „ehemaligen“ Sportler.

## Bestleistungen in den Einzeldisziplinen
| 100 m          | 10,84 s                                         |
| Weitsprung     | 7,21 m (7,32 m mit + 2,2 m/s Windunterstützung) |
| Kugelstoßen    | 16,89 m                                         |
| Hochsprung     | 2,03 m                                          |
| 400 m          | 48,48 s                                         |
| 110 m Hürden   | 14,02 s                                         |
| Diskuswurf     | 51,31 m                                         |
| Stabhochsprung | 5,00 m                                          |
| Speerwurf      | 71,40 m                                         |
| 1500 m         | 4:24,16 min                                     |

## Erfolge
- Deutscher B-Jugendmeister 2002 (Zehnkampf und Speerwurf)
- Deutscher A-Jugendmeister 2003
- Deutscher Vizemeister A-Jugend 2004 (Speerwurf)
- Deutscher Juniorenmeister 2005
- 5. Platz bei den Europameisterschaften 2006 in Göteborg
- Vizeeuropameister bei den U23-Europameisterschaften 2007
- 3. Platz beim Mehrkampf-Meeting in Götzis 2009
- 6. Platz bei den Weltmeisterschaften 2009 in Berlin
- 2. Platz beim Décastar 2010 in Talence
- Europameister bei den Europameisterschaften 2012 in Helsinki

## Sonstiges
2018 nahm er an der sechsten Staffel der Reality-Show Promi Big Brother teil, in welcher er als Erster rausgewählt wurde.